# Воля (Яворівський район)
Во́ля —  село в Україні, у Яворівському районі Львівської області. Населення становить 112 осіб. Орган місцевого самоврядування — Яворівська міська рада.